# 冥王聖所

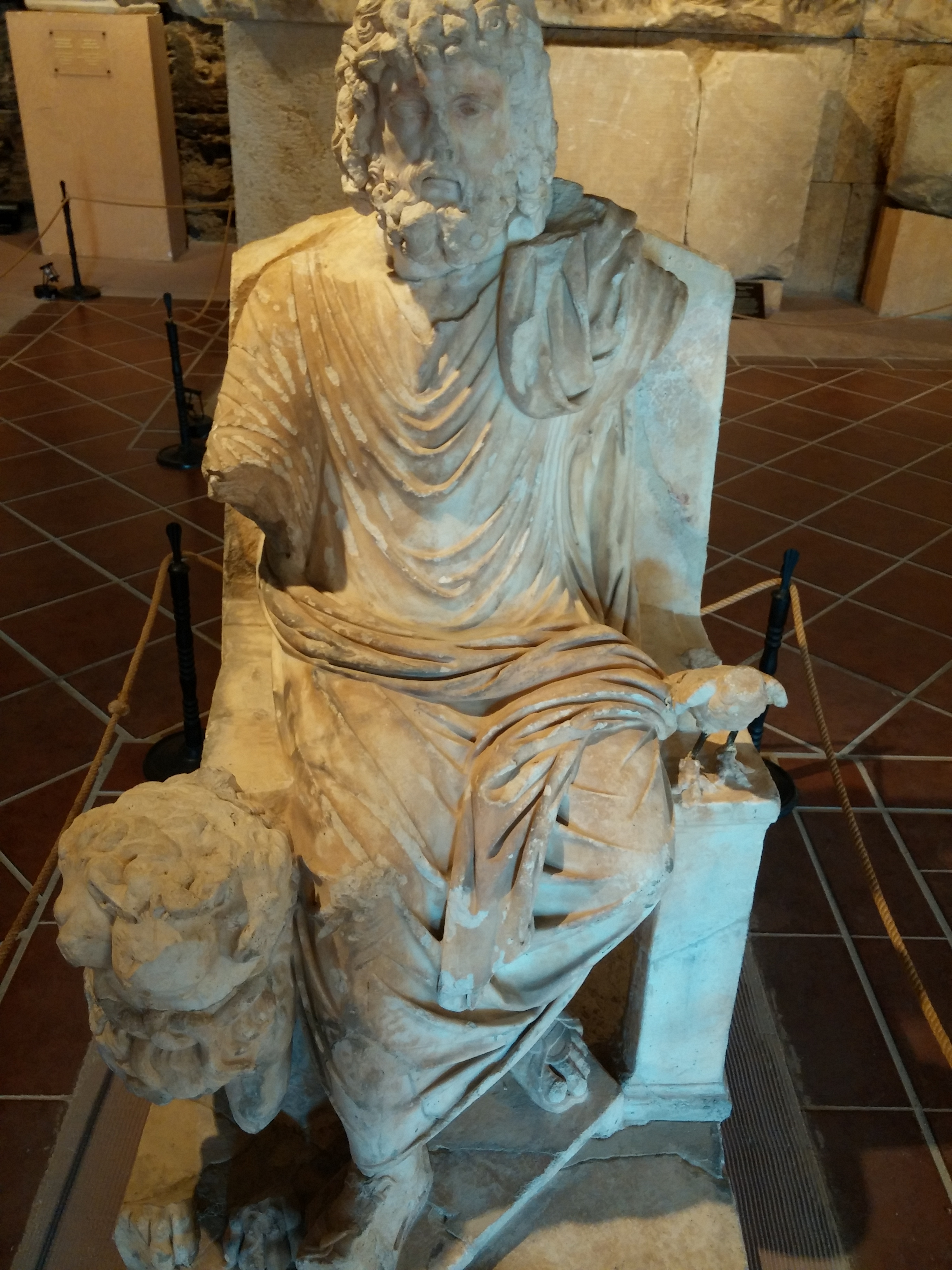
位於希拉波利斯（Hierapolis）境內的冥王聖所中所供奉的黑帝斯與刻耳柏洛斯大理石神像

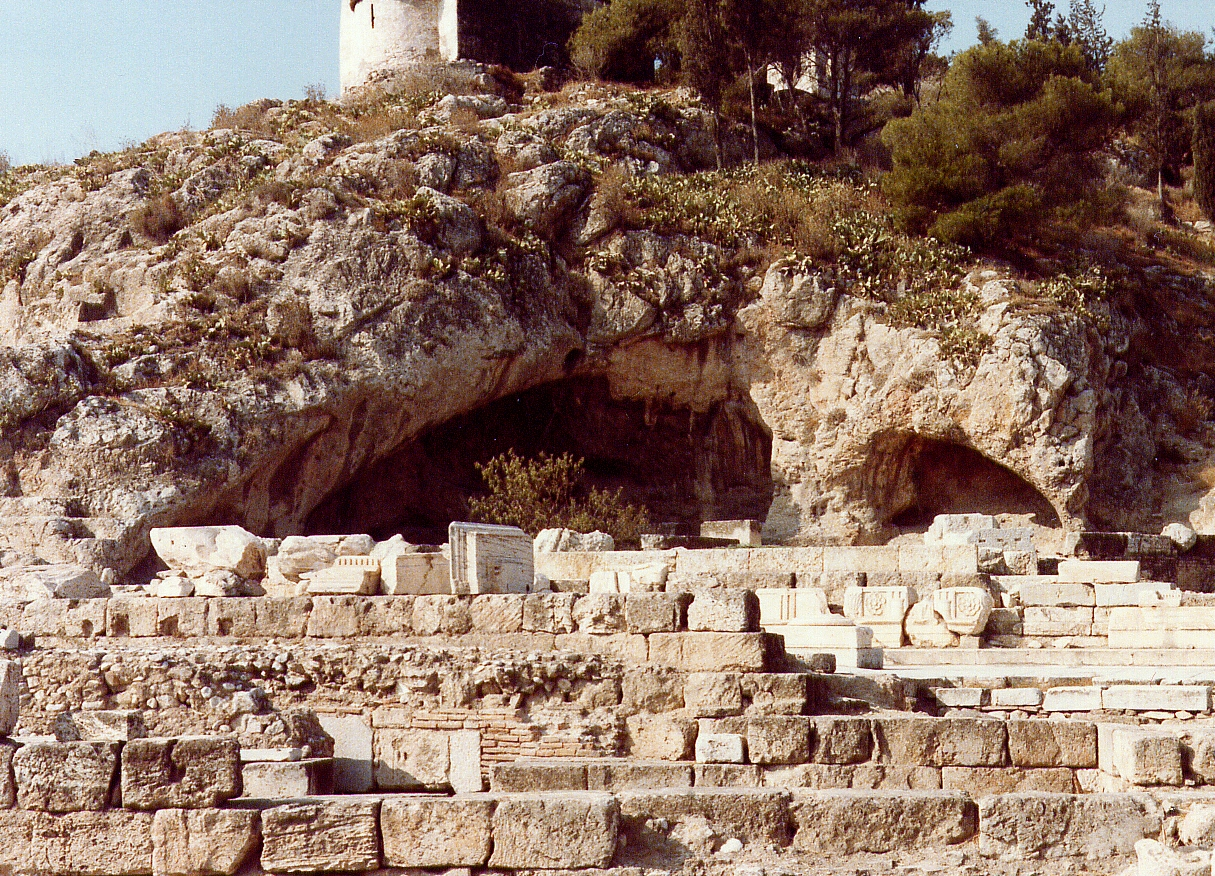
厄琉息斯的冥王聖所，洞窟上方已滋生許多雜草與其他植物

冥王聖所（Ploutonion，這個字彙在英文中的直譯意思就是“Place of Plouton”，漢譯為“普路同之處”，中文語境常常被譯成“地獄之門”）是一座專門供奉古希臘神祇普路同（即黑帝斯）的聖所。只有少數這樣的神殿是從古典文獻得知的，實際上這種聖所多為一個洞穴，或者通常都座落在產生有毒排放物質的地方，這種地方被認為是代表通往冥界的入口。有些聖所同時是洞穴也是毒氣排放之處。據了解，該處的宗教建築則是可以追溯到較晚的年代所興建；不過有些聖所是專門供奉冥界的擺渡者卡戎，通常被稱為卡戎之門（Charonion），它們與冥王聖所之間並沒有明確的區別。

## 各聖所位址概況
- 在厄琉息斯境內，冥王聖所是位於神聖區域（聖域（英语：temenos））的北方入口附近。這座神廟由庇西特拉圖（Peisistratos）在西元前六世紀建造，並且在兩個世紀後再重建，因為在當時厄琉息斯秘儀正處於其信仰的頂峰階段。這個（冥王聖所）洞穴是聖子（英语：Child (archetype)）普路托斯（Plutus or Ploutos）傳說的誕生地。[2]
- 希臘地理學家斯特拉波（Strabo）提到三個有冥王聖所的地點。其中一個是位在特拉勒斯（Tralleis）和涅薩（英语：Nysa (Caria)）（Nysa）之間的一座小山上。它的區域包括一片聖林（英语：sacred grove），一座供奉普路同和珀耳塞福涅的神廟，還有一個毗鄰的洞穴，以亡靈擺渡者的名稱而命名為卡戎之門（Charonion）。根據斯特拉波的說法，它“具有一些獨特的物理性質（possesses some singular physical properties）”，並且還做為一座療癒和夢境神諭（孵夢（英语：incubation (ritual)））的神殿。[3]
- 冥王門扉（英语：Pluto's Gate），是位在弗里吉亞的希拉波利斯（在今天土耳其的棉花堡〔Pamukkale〕）境內的冥王聖所，是與當地的庫柏勒（Cybele）崇拜有關。據說凡吸入它的蒸氣對所有的生物都是致命的，而女神的內侍祭司閹祭官（Galli）則除外。[4]在羅馬帝國時代，將那裡現有的宗教場所悉皆歸入對阿波羅神崇拜的範疇中，其中當然也涵蓋了冥王聖所。1960年代的考古發掘顯示，這座冥王聖所已被包含在阿波羅神聖區域內：“它由一個沿著石灰華牆的天然開口組成，通向一個石洞，其湧出的沸水釋放出有毒的氣體。（it consisted of a natural opening along a wall of travertine, leading to a grotto in which streams of hot water gushed forth to release a noxious exhalation）”。這個地點還與一個夢境神諭有關；新柏拉圖主義者達馬希烏斯（Damascius）夢見自己是在大母神陪伴下的阿提斯（Attis）。[5]
- 斯特拉波更進一步的紀錄有提到在義大利的阿韦尔努斯（英语：Avernus）湖也被視為冥王聖所，因為它們所產生的氣體相當劇毒，以至於連飛過其湖上空的鳥類也在劫難逃。根據較早的文獻紀錄，其文中所載，這是英雄奧德修斯在《奧德賽》第11卷中所尋求的亡靈神諭（英语：Nekyia）（拉丁文：nekumanteion；漢譯為：招魂所）；然而，斯特拉波本人似乎並沒有將阿韋爾努斯視作是一個冥王聖所。[6]
- 在阿喀芮卡（Acharaca）也有一座冥王聖所。

## 延伸閱讀
德文書目
- Karl Kerényi（德语：Karl Kerényi）: Die Mysterien von Eleusis. Rhein Verlag, Zürich 1962, 冥王聖所（德国国家图书馆目录相关文献）.
- Francesco D´Andria, Cehennem'den Cennet'e Hierapolis (Pamukkale). Ploutonion. Aziz Philippus'un Mezarı ve Kutsal Alanı. Ege Yayınları, Istanbul 2014, ISBN 978-605-4701-45-2.